# Урсула Подјебрдска
Урсула од Минстерберга (Немачки: Ursula von Münsterberg, Чешки: Uršula z Minstrberka, Voršila Minstrberská, kněžna a Kladská hraběnka, 1491/95 или 1499. године, вероватно у Ћешину - после 2. фебруара 1534. године, вероватно у Штифт Гернроде или Легњиц) била је немачка монахиња и списатељица, позната по својој улози током реформације.

## Живот
Била је ћерка Виктора, војводе од Минстерберга, и унука Јиржија Подјебрада, краља Чешке. Дошла је из крунских земаља Боемског краљевства, које је сада Чешка.
Замонашила се у Реду Свете Марије Магдалене. Она је славно напустила манастир током реформације. Постала је позната протестантска списатељица.